# 动物园路 (北京)
39°56′37″N 116°20′12″E / 39.94374°N 116.33657°E
动物园路，建设时称展西路，是北京市海淀区、西城区的一条高架道路。

## 简介
动物园路沿海淀区高粱桥斜街（西北－东南方向）高架，而后转向南跨过北京动物园、西直门外大街，在北京建工学院东侧变为地面道路，至西城区车公庄大街与展览馆路相接。动物园路全长2.16公里，其中高架路约1800米。
动物园路于2006年底开工，由于需要横贯北京动物园，动物园里的熊山、中型猛兽馆均移址，猴山的猴子更是被送到了黑龙江省、湖北省的动物园。为了避免道路噪声影响动物园里的动物，跨越动物园的高架段被隔音板构成的隧道包裹——上方的隔音板透光但隔音，下方则是不透明隔音板。2009年，北京动物园猴山重新开放，从秦皇岛野生动物园引进了40多只猴子；由于猴山位于动物园路下方，因此园方将山顶削平，并在上方加装铁丝网以防猴子跳入动物园路。
由于动物园路由市中心西二环附近向西北延伸，因此这条道路成为连接西北部中关村与市中心的联络通道之一，并能分流西二环、西三环的车流。此外，由于动物园路绕过了西直门地区（位于北京动物园东侧），因而也能缓解该地区的交通压力。
动物园路高架跨高梁桥斜街和气象路立交桥命名为慈献寺桥，跨西直门外南路立交桥命名为榆树馆桥。